# 1G
1G (или 1-G) — первое поколение беспроводных телефонных технологий и мобильных телекоммуникаций. 
Это аналоговые телекоммуникационные стандарты, которые были введены в 1980-х годах, а в начале 1990-х были вытеснены более совершенной цифровой технологией 2G. Основным различием между системами 1G и 2G является то, что сети 1G  используют аналоговую модуляцию радиосигналов, в то время как сети 2G являются цифровыми, что позволяло, среди прочего, шифровать разговоры и посылать SMS.

## Стандарты 1-G
Первым стандартом 1-G стал NMT (Nordic Mobile Telephone), использовавшийся в государствах Северной Европы, Швейцарии, Нидерландах, Восточной Европе и России. Другие стандарты включают в себя AMPS (Advanced Mobile Phone System), используемые в Северной Америке и Австралии, TACS (Total Access Communications System) в Великобритании, C-450 в Западной Германии, Португалии и Южной Африке, Radiocom 2000 во Франции и RtMI в Италии. В Японии было несколько систем. NTT разработала три стандарта (TZ-801, TZ-802 и TZ-803), в то время как конкурирующая система под управлением DDI использовала стандарт JTACS (Japan Total Access Communications System).
В 1G-сетях фактическая скорость загрузки составляла от 2,9 Кбайт/с до 5,6 Кбайт/с.

Предшественником технологии 1G является подвижная радиотелефонная связь (или стандарт «нулевого поколения» 0G).

## История
Первая коммерческая автоматизированная сотовая сеть (поколения 1G) NTT (Nippon Telegraph and Telephone) была запущена в 1979 году в Японии, первоначально в столичном районе Токио. В течение пяти лет сеть NTT была расширена и охватила все население Японии, став первой общенациональной сетью 1G.
В 1981 году система была запущена в Дании, Финляндии, Норвегии и Швеции. NMT стала первой сетью мобильной связи с участием международного роуминга запущена система Nordic Mobile Telephone (NMT)[прояснить]. Первая сеть 1G, запущенная в США, была Chicago-based Ameritech, основанная в 1983 году с использованием мобильного телефона Motorola DynaTAC.